# Premio Antonio Puerta
El Premio Antonio Puerta es un trofeo que otorgó el programa de televisión español El día del fútbol, de Canal +, como reconocimiento al mejor jugador de la temporada de la Primera División de España. Se creó en septiembre de 2007 en homenaje al fallecido jugador del Sevilla FC, Antonio Puerta.
El trofeo se entrega de forma mensual al mejor jugador por votación de los espectadores y, al término de la temporada, la redacción del programa elige al mejor jugador del torneo.

## Palmarés
| Año     | Ganador    | Club               |
| ------- | ---------- | ------------------ |
| 2007-08 | Kun Agüero | Atlético de Madrid |